# Самійло Кішка
Самі́йло Кі́шка (Кушка, Кошка) (1530 (?) — 1602 (1620)) — шляхтич брацлавський із роду Кошичів або Кошків. Козацький отаман та гетьман, старший війська Запорозького (1574 — 1575, 1599 — 1602). Керував козацьким військом у Лівонській кампанії, а також низкою морських походів: на Ґезлев, Ізмаїл, Очаків, Аккерман.

## Біографія
Народився близько 1530 року у шляхетській сім'ї Кошків (Кошичів) в Каневі, здобув добру освіту.
З 1550 року Кішка брав участь у походах Дмитра Вишневецького, де набув великого бойового хисту, завзяття та великого авторитету серед козацтва. Тому не випадково, що після загибелі Вишневецького, його в 1564 році обирають гетьманом.
Ставши гетьманом, Кішка взявся продовжувати справу Вишневецького, у першу чергу відкрити запорожцям шлях до моря. Ударами з моря можна було успішно атакувати не тільки вороже узбережжя, а й потрапити до центру Османської імперії.
Уперше вийшов у Чорне море у 1567 році й упродовж двох років штурмував міста Козлов, Ізмаїл, Кілю, Аккерман та Очаків, нещадно громив османські галери в морі. У відповідь османський султан у 1568 році підтягує до Очакова регулярний флот, погрожуючи королю Речі Посполитої великою війною, якщо той не приборкає «шалених» козаків та їхнього ватажка. Як наслідок, Сигізмунд II Август видав наказ, де вимагав, аби козаки «зійшли з Низу» (себто із Запоріжжя), оселилися біля прикордонних замків, записалися до реєстру на королівську службу і воювали лише там, де їм накажуть воєводи чи старости. За це уряд Речі Посполитої обіцяв запорожцям високу платню. Крім того, король Речі Посполитої призначив над козаками коронного гетьмана — шляхтича Яна Бадовського.
Частина козаків погодилася на пропозицію короля. Їх стали називати реєстровими.
У 1573 році в одному з морських походів ескадра Самійла Кішки зазнала поразки від османського флоту, а сам гетьман потрапив до полону і був прикутий ланцюгом до весла на галері, де перебував близько 25 років. У 1599 організував на османській галері повстання українських невільників, які, перебивши команду, повернулися до України. Повстання невільників на чолі з Самійлом Кішкою оспіване в українській народній думі «Самійло Кішка».
На подяку Св. Миколаю за порятунок з полону фондував будівництво у Києві храм на місці нинішньої церкви Миколи Доброго (від первісної церкви збереглася дзвіниця).
Будучи обраним гетьманом, домігся від короля Речі Посполитої Сигізмунда III Вази скасування баніції (закону про визнання козаків поза законом), що привело до визнання козацтва як суспільного стану. В 1600 році очолював запорожців у спільному українсько-польському поході до Криму.
У 1601–1602 роках Кішка на чолі 4-тисячного козацького загону брав участь у польсько-шведській війні у Лівонії. Похід став для козаків тяжким, вони збунтувалися, також погрожували С. Кішці побиттям камінням. А. Стороженко припускає, що так могло статися.
Про подальшу діяльність Кішки і обставини смерті достовірних даних немає. Деякі дослідники вважають, що Кішка загинув 28 лютого 1602 року під час Лівонської війни у бою під Фелліном (тепер Вільянді) біля міста Полтсамаау у Лівонії і був перевезений та похований у Каневі. Новим гетьманом замість Самійла Кішки козаки обрали Гаврила Крутневича.

## Вшанування пам'яті
У місті Черкаси є вулиця Самійла Кішки (колишня Рози Люксембург).
2016 року у місті Запоріжжя вулицю Корчагінську перейменували на вулицю Самійла Кішки.
25 серпня 2022 року у Києві вулицю Маршала Конєва перейменували на вулицю Самійла Кішки.
19 квітня 2023 року у місті Краматорськ вулицю Шаляпіна перейменували на вулицю Самійла Кішки.
25 квітня 2023 року у місті Тульчин провулок Лялі Ратушної перейменували на провулок Самійла Кішки.
5 грудня 2023 року місті Олександрія провулок Можайського перейменували на провулок Самійла Кішки.
14 лютого 2024 року у місті Жмеринка вулицю Плеханова перейменували на вулицю Самійла Кішки.
26 липня 2024 року у місті Дніпро провулок Короленка перейменували на провулок Самійла Кішки.